# MaxiSingle
Maxi Single, estilizado como MaxiSingle, es el primer extended play de la cantante mexicana Paulina Rubio. Fue lanzado el 25 de octubre de 1995 por EMI, únicamente en México y Estados Unidos. Este incluye la versión alternativa del tema principal de la telenovela Pobre Niña Rica, y seis versiones remix de los sencillos «Te Daría Mi Vida» y «Nada De Ti», ambas canciones de su tercer álbum de estudio, El Tiempo Es Oro (1995).

## Lista de canciones
| Edición estándar |                                         |                          |          |  |
| N.º              | Título                                  | Escritor(es)             | Duración |  |
| 1.               | «Pobre Niña Rica» (Alternative Version) | Marco Flores             | 4:25     |  |
| 2.               | «Te Daría Mi Vida» (Big Mix)            | Sáncez · Valle · Sánchez | 6:13     |  |
| 3.               | «Te Daría Mi Vida» (Radio Edit)         | Sáncez · Valle · Sánchez | 4:14     |  |
| 4.               | «Te Daría Mi Vida» (Dub Version)        | Sáncez · Valle · Sánchez | 6:08     |  |
| 5.               | «Nada De Ti» (Big Remix)                | Flores                   | 6:26     |  |
| 6.               | «Nada De Ti» (Radio Edit)               | Flores                   | 4:30     |  |
| 7.               | «Nada De Ti» (Dub Version)              | Flores                   | 7:50     |  |
| 38:48            |                                         |                          |          |  |